# Apastepeque (vulkaanveld)
Apastepeque is een vulkaanveld in het departement San Vicente in El Salvador. Het veld ligt bij Apastepeque ten noorden van de stad San Vicente en bestaat uit twee dozijn vulkaankraters, lavakoepels, sintelkegels en maren.
Andesieten en dacieten lavakoepels ontstonden in het kielzog van asuitbarstingen. Sommige van de volgende basalterupties eindigde met de vorming van maren met steile wanden met een diepte van maximaal 100 meter. Sommige van deze zijn tegenwoordig meren, zoals de Laguna de Apastepeque en de Laguna Chalchuapán.